# Dark Angel (telessérie)
Dark Angel é uma série de televisão estadunidense de ficção científica criada por James Cameron e Charles H. Eglee. A série foi ao ar entre os anos 2000 e 2002 pela FOX, com Jessica Alba como protagonista e Michael Weatherly como coprotagonista. No Brasil, foi exibida pela Band, a partir de 18 de maio de 2010, nas noites de terças-feiras, intitulada como "Gangues da Noite". Em Portugal a série é intitulada "Anjo Negro" e foi exibida pela RTP2 e pela SIC Radical.
A história se passa na cidade de Seattle, em pleno século XXI, durante uma grave recessão na economia americana, causada por um ataque terrorista (um pulso eléctro-magnético de 80 milhas, que apagou todos os arquivos dos computadores americanos) onde Max Guevara, um ser humano modificado geneticamente em laboratório, é perseguida pelos Estados Unidos após escapar de uma base militar. Logan Cale, um jornalista que luta contra a corrupção e o governo, ajuda Max em sua fuga em troca de serviços, mas com o passar do tempo, eles acabam se apaixonando. Porém, encontram muitas dificuldades para conseguir manter esse relacionamento complexo em paralelo com suas buscas pessoais, já que enquanto Logan quer combater as injustiças da sociedade, Max tenta achar seus "irmãos" e se manter longe de Manticore, instituição secreta do governo dos E.U.A. que a criou junto com os outros transgênicos com  o intuito de conceber o soldado perfeito.
O episódio piloto de alto orçamento marcou a estreia de Cameron na televisão e foi fortemente promovido pela Fox, atingindo 17,4 milhões de telespectadores. A primeira temporada, que foi exibida nas noites de terça-feira nos Estados Unidos, recebeu críticas positivas e ganhou vários prêmios, incluindo o People's Choice Awards de "New Drama Favorite TV". Com o seriado Jessica Alba se tornou uma atriz popular, sua atuação recebeu críticas positivas e rendeu vários prêmios, incluindo uma indicações de "Melhor Atriz em Série de Televisão Dramática" no Globo de Ouro. Na segunda temporada, o seriado foi transferido para sexta-feira, dia de menor audiência na televisão americana, e recebeu algumas críticas negativas por novos elementos da trama.
Dark Angel é considerado parte de uma onda de programas no final dos anos 90 e início dos anos 2000, que apresentam personagens femininas fortes, ao lado de Buffy, a Caça-Vampiros, Xena: A Princesa Guerreira e La Femme Nikita.

## Elenco e Personagens
Max Guevara / X5-452 (Jessica Alba)
Garota geneticamente concebida no laboratório de Manticore, uma instituição secreta do governo localizada em Gillette no estado de Wyoming que tinha por objetivo criar soldados perfeitos. Em 2009, quando tinha 9 anos, ela consegue fugir de Manticore com outros 11 transgênicos e vai viver na cidade de Seattle, onde conhece Original Cindy e, já em 2019, aos 19 anos começa a trabalhar junto dela numa empresa de entregas chamada Jam Pony. Suas principais preocupações são: se manter sempre discreta para não ser encontrada pelos agentes de Manticore e tentar achar os outros 11 transgênicos que também conseguiram fugir.
Logan Cale (Michael Weatherly)
Jornalista que denúncia todo tipo de corrupção e injustiça anonimamente através de sua rede de transmissões piratas na Tv, onde é conhecido como Eyes Only. Conheceu Max quando ela tentou assaltar seu apartamento para roubar uma estátua de egipcia e, depois dela conseguir fugir, consegue encontrá-la e quando descobre sua origem, propõe que ela o ajude em troca de informações sobres os outros trangênicos. Fica paraplégico por causa de um tiro que tomou quando tentava proteger uma de suas testemunhas contra os capangas de Edgar Sonrisa, um poderoso empresário que sería sériamente prejudicado pelo testemunho da tal vítima.
Coronel Donald Michael Lydecker (John Savage)
É um dos oficiais superiores da Manticore e o principal antagonista da primeira temporada. Ele repetidamente tenta recapturar Max e os outros X5s. Depois que ele é traído por seu chefe Renfrew, Lydecker muda de lado e ajuda Max e Logan a se prepararem para destruir Manticore. Ele se torna um aliado valioso na luta contra Manticore, mas desaparece sob circunstâncias misteriosas no início da segunda temporada.
Reagan "Normal" Ronald (J. C. MacKenzie)
Líder da Jam Pony Express, é apelidado de "Normal" porque sua atitude conservadora se choca com seu ambiente um tanto anárquico. Ele é um chefe difícil, além de não gostar da maioria de seus trabalhadores, ele se torna antitransgênico na segunda temporada depois que a existência das criações de Manticore se torna pública. Normal adora Alec e o chama de seu "menino de ouro", sem saber que ele é um transgênico. No final da série, ele habilmente ajuda um X-5 a entregar seu bebê e depois muda completamente sua opinião sobre os transgênicos.
Cynthia "Original Cindy" McEachin (Valarie Rae Miller)
Também conhecida como O.C., é a melhor amiga de Max e sua colega de trabalho no Jam Pony, onde ela freqüentemente cobre Max, permitindo que ela mantenha seu emprego. No meio da primeira temporada, ela descobre que Max é uma fugitiva da Manticore.
Calvin "Sketchy" Theodore (Richard Gunn)
É amigo e colega de trabalho de Max no Jam Pony. Descrito como um personagem "infeliz", Sketchy frequentemente se via em apuros e precisava da ajuda de Max. Na segunda temporada, ele consegue um segundo emprego como jornalista freelancer e tenta fotografar os transgênicos. Depois de saber que Max e Alec são transgênicos, Sketchy muda de ideia e ajuda eles a fugirem para o Terminal City.
Alec McDowell / X5-494 (Jensen Ackles)
Ele é apresentado como o parceiro de criação da Max na Manticore. Alec é também o gêmeo idêntico de Ben / X5-493, um dos 12 fugitivos originais de Manticore. Ben (que também foi interpretado por Ackles) apareceu e foi morto no episódio "Pollo Loco" da primeira temporada, e Max acha que a semelhança de Alec com ele é difícil de lidar no início. Quando Manticore é destruída, Alec escapa para o mundo exterior, e acaba ganhando dinheiro usando meios questionáveis.

## Produção

### Contexto
Depois de ter sucesso com o filme Titanic, o diretor James Cameron se juntou com Charles H. Eglee. Eles tinham trabalhado juntos em Piranha II. Os dois formaram uma empresa de produção chamada Cameron/Eglee Produções e começaram a trabalhar em ideias para uma série de televisão.

## Recepção e legado
A reação inicial à telessérie e ao personagem Max foi geralmente positiva, com resenhas positivas nas revistas Rolling Stone e Time. Hal Boedecker do jornal Orlando Sentinel disse: "A nova guerreira [da telessérie] tem habilidades dignas de Mulher Gato, Xena, Emma Peel e Mulher Maravilha". Howard Rosenberg disse: "se caras provocadoras e caminhadinhas sexy pudessem destruir, a impressionante Max destruiria o planeta inteiro". Por outro lado Joyce Millman disse que Max era "pouco mais que lábios e bunda" e considerou a telessérie como um clipe caro da Britney Spears. A revista People publicou em outubro de 2000 uma resenha negativa sobre o episódio piloto, mas em Dezembro listou a performance de Alba como entre as performances novas mais impactantes do ano 2000.
A audiência nos Estados Unidos na estreia do primeiro episodio ficou só menor que CSI: Crime Scene Investigation naquela semana. Foi, no entanto uma semana com menos concorrência, devido à cobertura de um debate presidencial. A escolha de Fox de colocar no ar a série em vez dos debates foi elogiada pelo analista de TV Marc Berman, que disse: "As pessoas que assistem aos debates não são as pessoas que sintonizariam para Dark Angel de qualquer forma", mas ele também predisse que o nível de audiência não se sustentaria contra a programação normal nas semanas seguintes  Foi décimo no ranking de shows mais assistidos dessa semana, atraindo 17,4 milhões de telespectadores.  A primeira temporada teve em média 10,4 milhões de audiência por episódio, ficando no 59o lugar no ranking para a temporada de 2000-2001. Cameron disse que não sabia se a mudança no horário de exibição teria efeitos na audiência. R. D. Heldenfels do Sun Journal por outro lado notou a baixa audiência para televisão nas sextas feiras à noite, especialmente entre jovens de 18 a 24 anos, a idade de boa parte dos telespectadores da série. Junto com a mudança no horário programado houve uma queda em audiência: a segunda temporada teve em média 6 milhões de telespectadores, ficando 114o no ranking para a temporada de 2001-2002 nos ratings da Nielsen.
Comentando na divulgação da segunda temporada, Cynthia Fuchs de PopMatters, disse que a primeira temporada de Dark Angel foi um de poucos "successos diretos, um sucesso de audiência entre a cotada demografia dos 'jovens';" Ela elogiou a série mas esclareceu: "Não me estou deixando levar: Jim Cameron não estará fazendo arte revolucionária em nenhum momento no futuro próximo" Michael Sauter de Entertainment Weekly, deu uma nota de B+ para a primeira temporada e falou bem de Alba, dizendo "por um tempo [ela foi] a mais cotejada heroina de luta" Elka Karl de Common Sense Media, deu à série inteira 3 estrelas, de 5 total, dizendo "Apesar que os dialogos às vezes falhem, como um todo o show é bem escrito e com boas atuaçoes. Alba faz um trabalho excellente de sustentar a série. Dark Angel não é perfeito, mas é envolvente como televisão que jovens fãs de ficção cientifica desfrutarão". Enquanto apreciativo da primeira temporada, Randy Danievitch de TVOvermind rotulou a segunda temporada como "boba", criticando "histórias estúpidas" como o espisódio de sonho "Boo", o virus que impede Logan e Max de ter contato físico, e vários experimentos que são revelados de seres metade-animais.
John Kenneth Muir, no seu livro A Encyclopédia de Superheróis em Filme e Televisão, disse que era necessaria colocar Dark Angel no futuro porque a prosperidade dos EUA em 2000 "oferecia pouca possibilidade para crime, miséria e outros problemas sociais." Enquanto Muir critica certos elementos do trama como contribuindo ao seu cancelamento, ele diz que fatores maiores na queda de audiência foram os ataques de 11 de setembro, o Escândalo de Enron, que mudaram a "visão futuristica de uma America de terceiro mundo" em vez de ser vista como algo interessante e longiquo, para um "lembrete depressivo que as coisas podiam ficar piores"
Em 2004, Max esteve em 17o lugar no ranking da TV Guide de maiores lendas da ficção científicia, e em 2012 Dave Golder de GamesRadar a elencou como número 49 na sua lista de mulheres mais sexys da ficção científica. Em 2009, AfterEllen, rankeou Original Cindy número 6 na sua lista de top 11 ajudantes de superherói (em inglês: Sidekicks) lesbicas ou bisexuais. Em 2015, Kayti Burt de Den of Geek incluiu Dark Angel no topo da sua lista de "10 shows de ficção científica que são amados o suficiente".  Em 2016, foi reconhecido que Dark Angel foi a primeira série televisiva a colocar uma pessoa trans fazendo um papel de um personagem trans. Na primeira temporada no episódio "Out", a atriz trans Jessica Crocket fez o papel de "Louise", uma moça num encontro com Normal.
O filme Hitman de 2007 reutilizou trechos da série de Max e outras crianças em treinamentos. Foram usadas para retratar o protagonista, um assassino clonado que, como as crianças de Manticore, tem um código de barras na nuca.

### Prêmios
Na sua primeira temporada Dark Angel ganhou o prêmio por Favorita Nova Série Dramática no 27os Prémios People's Choice,  e foi nominada para o prêmio de A Melhor Televisão pela International Horror Guild Awards. O time de produção foi nominado ao prêmio de Excelência em Desenho de Produção pelo Art Directors Guild. O editor Stephen Mark ganhou A Melhor Editada Motion Picture para Televisão Comercial no Eddie Awards pelo episódio piloto. e o piloto também foi nominado por Efeitos Visuais para o 53o Emmy Awards do Primetime assim como Melhores Efeitos Visuais para uma série dramática pelos Leo Awards. Dark Angel foi nominada para o 2001 Golden Reel Award para edição de som e para o prêmio de Drama Escolhido (em inglês: Choice Drama) nos Prémios Teen Choice de 2001
Jessica Alba ganhou o prêmio de Melhor Atriz na Televisão no 27o Prêmio Saturno, de Nova Estrela do Ano no TV Guide Award, de Atriz Destaque em Nova Série de Televisão no ALMA Award, e de Atriz Escolhida nos Prémios Teen Choice de 2001.
Ela também foi nominada para Melhor Atriz - Drama de Televisão para os 58os Prêmios Globo de Ouro e Melhor Performance num Série de Drama na TV para os 22os Young Artist Awards.
Dark Angel foi nominada para um número menor de prêmios na segunda temporada. Foi nominada para Drama/Ação Aventura Escolhida para os Prémios Teen Choice de 2002, onde Alba também foi nominada para Atriz Escolhida, Drama. Alba também foi nominada para Atriz destaque de Série de Televisão no ALMA Award. Nos Leo Awards, o episódio "Boo" recebeu uma nominação para Melhores Efeitos Visuais: Série Dramática, e David Geddes ganhou Melhor Cinematografia: Série Dramática para o episódio "Two".
| Ano  | Evento                                                 | Prêmio | Nominado                  | Resultado |
| ---- | ------------------------------------------------------ | --- | ------------------------- | --------- |
| 2000 | 27o Prêmio Saturno                                     | Melhor atriz na televisão | Jessica Alba              | Venceu    |
| 2000 | 58os Prêmios Globo de Ouro                             | Melhor atriz de série televisiva | Jessica Alba              | Indicado  |
| 2001 | 22os Young Artist Awards                               | Melhor Performance num Série de Drama na TV - Atriz principal                                                                        | Jessica Alba              | Indicado  |
| 2001 | 27os Prémios People's Choice                           | Favorita Série de Televisão Nova e Dramática                                                                                         | Dark Angel                | Venceu    |
| 2001 | 53os Emmy Awards do Primetime                          | Efeitos Visuais para uma série | time de efeitos especiais | Indicado  |
| 2001 | Prémios Teen Choice de 2001                            | TV – Atriz Escolhida | Jessica Alba              | Venceu    |
| 2001 | Prémios Teen Choice de 2001                            | TV – Ator Escolhido | Michael Weatherly         | Indicado  |
| 2001 | Prémios Teen Choice de 2001                            | TV – Drama Escolhido | Dark Angel                | Indicado  |
| 2001 | ALMA Award (Prêmio de Artes e Mídia da América Latina) | Atriz destaque em nova série de televisão                                                                                            | Jessica Alba              | Indicado  |
| 2001 | Art Directors Guild                                    | Excêlência em Design de Produção | time de produção          | Indicado  |
| 2001 | Eddie Award                                            | Best Edited Motion Picture for Commercial Television (for Pilot episode) Melhor Editada Imagem em movimento para televisão comercial | Stephen Mark              | Venceu    |
| 2001 | International Horror Guild Award                       | Melhor Televisão | Dark Angel                | Indicado  |
| 2001 | Leo Awards                                             | Melhores Efeitos Visuais para uma série dramatica (episódio piloto)                                                                  | Time de efeitos visuais   | Indicado  |
| 2001 | TV Guide Award                                         | Nova Estrela do Ano | Jessica Alba              | Venceu    |
| 2001 | TV Guide Award                                         | Atriz do ano numa nova série | Jessica Alba              | Indicado  |
| 2001 | Golden Reel Award                                      | Edição de Som | Time de som               | Indicado  |
| 2002 | 28o Prêmio Saturno                                     | Melhor série televisiva de canais tradicionais                                                                                       | Dark Angel                | Indicado  |
| 2002 | 28o Prêmio Saturno                                     | Melhor Atriz de Série de Televisão                                                                                                   | Jessica Alba              | Indicado  |
| 2002 | 28o Prêmio Saturno                                     | Melhor Ator Coadjuvante numa Série de Televisão                                                                                      | Michael Weatherly         | Indicado  |
| 2002 | Prémios Teen Choice de 2002                            | TV – Drama/Aventura de Ação Escolhido                                                                                                | Dark Angel                | Indicado  |
| 2002 | Prémios Teen Choice de 2002                            | TV – Atriz Escolhida, Drama | Jessica Alba              | Indicado  |
| 2002 | ALMA Award                                             | Atriz destaque de Série de Televisão                                                                                                 | Jessica Alba              | Indicado  |
| 2002 | Leo Awards                                             | Melhores Efeitos Visuais: Série Dramática (para o episódio "Boo")                                                                    | Time de efeitos visuais   | Indicado  |
| 2002 | Leo Awards                                             | Melhor Cinematografia: Série Dramática (para o episódio "Two")                                                                       | David Geddes              | Venceu    |

## References
1. ↑  «Gangues da Noite». Band. Consultado em 27 de outubro de 2014
2. ↑  «Anjo Negro». RT. Consultado em 27 de outubro de 2014
3. ↑  «2001 Teen Choice Awards». web.archive.org. 26 de junho de 2015. Consultado em 22 de julho de 2019
4. 1 2 3  Garcia 2012, p. 59.
5. ↑  Boedecker, Hal (3 Outubro 2000). «Dazzling 'Dark Angel'». Orlando Sentinel. Consultado em 11 Outubro 2015. Cópia arquivada em 16 Julho 2015
6. ↑  «Picks and Pans Main: Tube». People. 9 Outubro 2000. Consultado em 15 Julho 2015. Cópia arquivada em 26 Setembro 2015
7. ↑  «Breakthroughs 2000». People. 25 Dezembro 2000. Consultado em 15 Julho 2015. Cópia arquivada em 23 Setembro 23, 2015 Verifique data em: |arquivodata= (ajuda)
8. ↑  Angulo, Sandra P (3 Outubro 2000). «Dark Angel could trounce WB's Angel – at first». Entertainment Weekly. Consultado em 20 Junho 2015. Cópia arquivada em 26 Junho 2015
9. ↑  Armstrong, Mark (10 Outubro 2000). «Premiere Week Ratings: Everybody Loves CBS?». E!. Consultado em 20 Junho 2015. Cópia arquivada em 17 Outubro 2015
10. ↑  «The Bitter End». Entertainment Weekly. 1 Junho 2001. Consultado em 11 Janeiro 2022
11. ↑  «How did your favorite show rate?». USA Today. 28 Maio 2002. Consultado em 18 Junho 2015. Cópia arquivada em 15 Outubro 2015
12. ↑  Fuchs, Cynthia. «Dark Angel». PopMatters. Consultado em 23 Junho 2015. Cópia arquivada em 10 Outubro 2015
13. ↑  Sauter, Michael (23 Maio 2003). «Dark Angel: The Complete First Season». Entertainment Weekly. Consultado em 16 Junho 2015. Cópia arquivada em 17 Julho 2015
14. ↑  Dankievitch, Randy (21 Novembro 2014). «Why Dark Angel's First Season Is Better Than Its Second». TVOvermind. Consultado em 16 Julho 2015. Cópia arquivada em 16 Julho 2015
15. ↑  Muir 2008, p. 246.
16. ↑  «25 Greatest Sci-Fi Legends». TV Guide. 1 Agosto 2004
17. ↑  Golder, Dave (27 Março 2012). «Top 200 Sexiest Characters In Sci-Fi». GamesRadar. Consultado em 11 Outubro 2015. Cópia arquivada em 17 Outubro 2015
18. ↑  Hogan, Heather (9 Julho 2009). «Top 11 Lesbian/Bi Sidekicks». After Ellen. Consultado em 16 Julho 2015. Cópia arquivada em 22 Setembro 2016
19. ↑  Burt, Kayti (26 Maio 2015). «10 Sci-Fi Shows That Don't Get Enough Love». Den of Geek. Consultado em 19 Outubro 2016. Cópia arquivada em 19 Outubro 2016
20. ↑  Cailletet, Marie (1 Novembro 2016).  Delapierre-Coulonnier, Emmanuelle, ed. «"Trans, c'est mon genre", un nouveau documentaire manifeste d'Eric Guéret» ["Trans, that's my gender", a new documentary film manifesto by Eric Guéret]. Télérama (em francês). Paris. Consultado em 28 Junho 2017. Cópia arquivada em 4 Novembro 2016. It wasn't until 2001 and the James Cameron series Dark Angel that a trans actress, Jessica Crockett, was cast in the role of a transgender character. Il a fallu attendre 2001 et la série de James Cameron Dark Angel pour voir une actrice trans, Jessica Crockett, incarner une transgenre.
21. ↑  Martin, Charles (6 Março 2017).  Réginald De Guillebon, ed. «Ces personnages transgenres qui ont marqué le petit écran» [The transgender characters who have left their mark on the small screen]. Premiere (em francês). Paris. Consultado em 28 Junho 2017. Cópia arquivada em 7 Março 2017. Small revolution on American TV: in this season 1 episode, actress Jessica Crockett is the first transgender actress to play a trans role on the small screen. She plays Louise, a young woman who has a date with Normal. Petite révolution à la télé US : dans cet épisode de la saison 1, l'actrice Jessica Crockett est la première actrice transgenre à jouer un personnage "trans" sur le petit écran. Elle incarne Louise, une jeune femme avec qui Normal a un rencard.
22. ↑  Feder, Sam; Juhasz, Alexandra (2016). «Does visibility equal progress? A conversation on trans activist media». Jump Cut. Consultado em 24 Agosto 2018. Cópia arquivada em 24 Agosto 2018
23. ↑  Cobbett, Richard (21 Julho 2012). «Saturday Crapshoot: Hitman: The Movie». PC Gamer. Consultado em 31 Outubro 2015. Cópia arquivada em 10 Outubro 2014
24. ↑  «2001 Nominees and Winners». People's Choice Awards. Consultado em 23 Junho 23 2015. Cópia arquivada em 16 Outubro 2015 Verifique data em: |acessodata= (ajuda)
25. ↑  «IHG Award Recipients». International Horror Guild Award. Consultado em 25 Junho 2015. Cópia arquivada em 15 Agosto 2015
26. ↑  «6th Annual Excellence in Production Design Awards». Art Directors Guild. Consultado em 25 Junho 2015. Cópia arquivada em 8 Setembro 2015
27. ↑  McNary, Dave (16 Janeiro 2001). «'Noon' ACEs with editors». Variety. Consultado em 23 Junho 2015. Cópia arquivada em 26 Junho 2015
28. ↑  «Gladiator and Almost Famous Take Top Film Honors at the 51st Annual ACE Eddie Awards; Robert Zemeckis Honored As Filmmaker of The Year.». Business Wire. The Free Library. Consultado em 23 Junho 2015. Cópia arquivada em 14 Setembro 2012
29. ↑  «Dark Angel». Emmy Award. Consultado em 23 Junho 2015. Cópia arquivada em 26 Junho 2015
30. ↑  «2001 Leo Awards Nominees & Winners» (PDF). Leo Awards. Consultado em 25 Junho 2015. Cópia arquivada (PDF) em 26 Junho 2015
31. ↑  «Television Nominations (Final corrected list)». Motion Picture Sound Editors. Cópia arquivada em 10 Maio 2003
32. ↑  «Surf's up!». Seventeen. 60 (7). Julho 2001. pp. 131–132. ProQuest 1870597993
33. ↑  «Alba Worth It to L'Oreal». ABC News. 14 Março 2001. Consultado em 23 Junho 2015. Cópia arquivada em 26 Junho 2015
34. ↑  «2001 NCLR ALMA Awards» (PDF). ALMA Award. Consultado em 23 Junho 2015. Cópia arquivada (PDF) em 4 Março 2016
35. ↑  «2001 NCLR ALMA Awards» (PDF). ALMA Award. Consultado em June 23, 2015. Cópia arquivada (PDF) em March 4, 2016 Verifique data em: |acessodata=, |arquivodata= (ajuda)
36. ↑  «2001 Teen Choice Awards». Hollywood.com. August 12, 2001. Consultado em June 25, 2015. Cópia arquivada em June 26, 2015 Verifique data em: |acessodata=, |arquivodata=, |data= (ajuda)
37. ↑  «NBC Tops TV Golden Globe Noms». ABC News. December 21, 2000. Consultado em June 25, 2015. Cópia arquivada em October 11, 2016 Verifique data em: |acessodata=, |arquivodata=, |data= (ajuda)
38. ↑  «Twenty-Second Annual Young Artist Awards 1999–2000». Young Artist Awards. Consultado em June 25, 2015. Cópia arquivada em September 28, 2014 Verifique data em: |acessodata=, |arquivodata= (ajuda)
39. ↑  «2002 Teen Choice Awards». The Oklahoman. August 18, 2002. Consultado em June 25, 2015. Cópia arquivada em October 27, 2014 Verifique data em: |acessodata=, |arquivodata=, |data= (ajuda)
40. ↑  «2002 NCLR ALMA Awards» (PDF). Alma Award. Consultado em June 25, 2015. Cópia arquivada (PDF) em March 3, 2016 Verifique data em: |acessodata=, |arquivodata= (ajuda)
41. ↑  «2002 Leo Awards Nominees & Winners» (PDF). Leo Awards. Consultado em June 25, 2015. Cópia arquivada (PDF) em June 26, 2015 Verifique data em: |acessodata=, |arquivodata= (ajuda)

Bibliography
- Butkus, Clarice (2012). «Sound warrior: Voice, music and power in Dark Angel». Liverpool University Press. Science Fiction Film & Television. 5 (2). ISSN 1754-3770. doi:10.3828/sfftv.2012.11
- Collins, Max Allan (2003). Dark Angel: After the Dark. [S.l.]: Del Rey Books. ISBN 978-0-345-45184-2
- Collins, Max Allan (2002). Dark Angel: Before the Dawn. [S.l.]: Del Rey Books. ISBN 978-0-345-45182-8
- Collins, Max Allan (2003a). Dark Angel: Skin Game. [S.l.]: Del Rey Books. ISBN 978-0-345-45183-5
- Garcia, Frank; Phillips, Mark (2012). Science Fiction Television Series, 1990–2004: Histories, Casts and Credits for 58 Shows. [S.l.]: McFarland & Company. ISBN 978-0-7864-6917-8
- Hatfield, Charles (2013). The Superhero Reader. [S.l.]: University Press of Mississippi. ISBN 978-1-61703-806-8
- Horbury, Alison (2015). Post-feminist Impasses in Popular Heroine Television: The Persephone Complex. [S.l.]: Palgrave Macmillan. ISBN 978-1-349-56944-1
- Jowett, Lorna (2005). «To the Max: Embodying Intersections in Dark Angel». Reconstruction: Studies in Contemporary Culture. 4. ISSN 1547-4348. Cópia arquivada em 13 Novembro 2014
- McConnell, Kathleen (2002). «Dark Angel: A Recombinant Pygmalion for the Twenty-First Century». Manchester University Press. Gothic Studies. 4 (2): 178–190. ISSN 1362-7937. doi:10.7227/GS.4.2.8
- Muir, John Kenneth (2008). The Encyclopedia of Superheroes on Film and Television. [S.l.]: McFarland & Company. ISBN 978-0-7864-3755-9
- Stern, D.A. (2003). Dark Angel: The Eyes Only Dossier. [S.l.]: Del Rey Books. ISBN 978-0-345-45185-9
- Terrace, Vincent (2002). Crime Fighting Heroes of Television: Over 10,000 Facts from 151 Shows, 1949–2001. [S.l.]: McFarland & Company. ISBN 978-0-7864-1395-9
- Wright, David C Jr.; Austin, Allan W (2010). Space and Time: Essays on Visions of History in Science Fiction and Fantasy Television. [S.l.]: McFarland & Company. ISBN 978-0-7864-5634-5